# Komma-Messerlippfisch
Der Komma-Messerlippfisch (Cymolutes praetextatus, Synonym: Julis praetextata) ist eine Fischart aus der Familie der Lippfische (Labridae). Sie kommt im tropischen Indopazifik von der Südostküste Südafrikas östlich bis zu den Gesellschaftsinseln und Hawaii vor. Cymolutes praetextatus ist die Typusart der Gattung Cymolutes.

## Merkmale

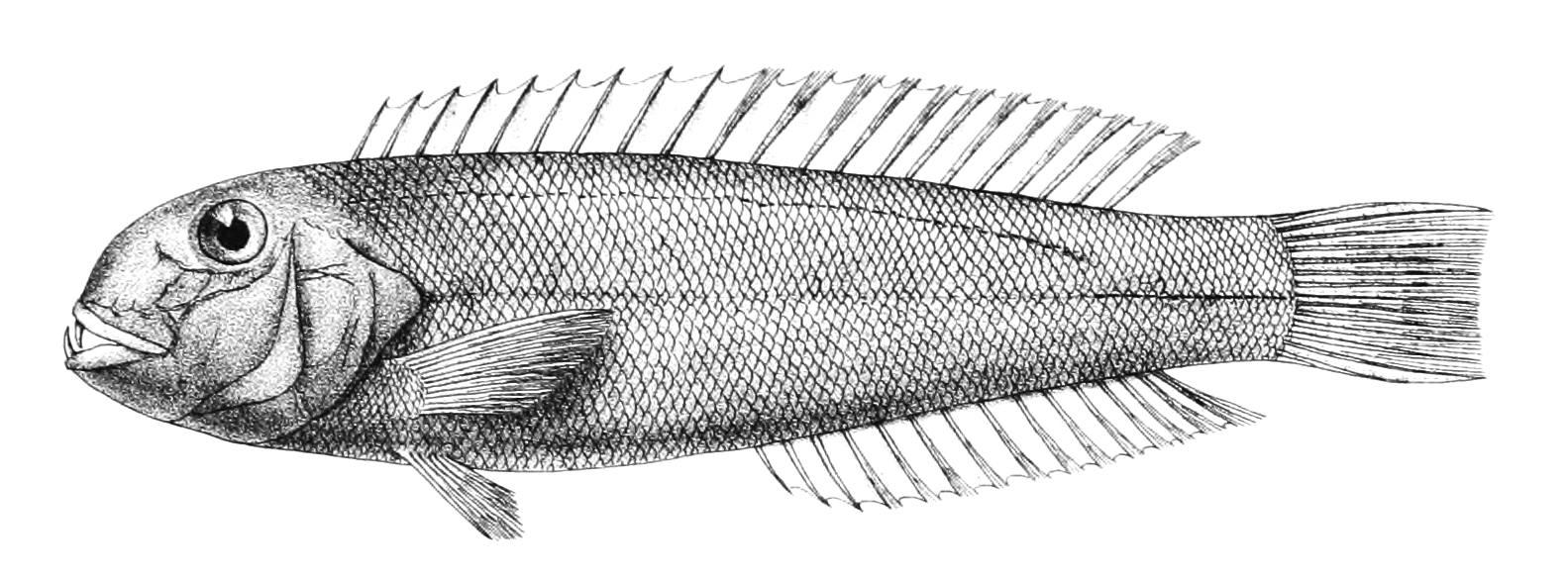
Zeichnung der Art von Francis Day

Der Komma-Messerlippfisch wird 20 cm lang. Der Rumpf ist seitlich abgeflacht; seine Höhe ist 3,6 bis 3,7 mal in der Standardlänge enthalten. Das obere Kopfprofil ist stark abgerundet. An der Spitze von Ober- und Unterkiefer befinden sich je ein Paar schlanker, langer Fangzähne. Die Rückenflosse ist durchgehend und wird von vorn nach hinten stetig ein wenig höher. Die Bauchflossen sind nicht filamentartig verlängert. Die Seitenlinie ist unterbrochen. Die Schwanzflosse ist leicht abgerundet. Der Kopf ist schuppenlos.
Morphometrie:
- Flossenformel: Dorsale IX/12(13); Anale II/12; Pectorale ii/10, Caudale 10.
- Schuppenformel: SL 50–60/15–21.

Wie viele andere Lippfische kann der Komma-Messerlippfisch in seinem Leben das Geschlecht und dabei die Farbe wechseln. Er ist auf der Rückenseite olivgrau gefärbt, der Bauch ist weiß. Ein schwacher orangegelber Streifen verläuft vom oberen Bereich der Kiemendeckel nach hinten und ein weiterer schmalerer orangegelber Streifen folgt zunächst dem Rücken und dann der Seitenlinie. Am oberen Rand des Schwanzstiels befindet sich auf jeder Seite ein schwarzer Fleck. Dieser verschwindet bei älteren Exemplaren (Männchen). Der Rand des hartstrahligen Abschnitts der Rückenflosse schimmert oft leicht orange. Die Iris besteht aus einem gelben inneren Ring und einem äußeren blauen oder violettfarbenen Ring. Am Beginn der Rückenflosse, zwischen erstem und zweitem Flossenstrahl befindet sich ein kleiner, kommaförmiger Strich. Die Männchen zeigen auf dem hinteren Rumpfabschnitt helle senkrechte Streifen.

## Lebensweise
Der Komma-Messerlippfisch lebt als Einzelgänger in Tiefen von 2 bis 10 Metern auf Riffdächern und in Lagunen auf mit Seegras bewachsenen Sandböden mit Geröll. Er flüchte im Bedrohungsfall in den Sandboden und ernährt sich von kleinen Wirbellosen.